# Scaletta Zanclea
Scaletta Zanclea es una localidad italiana de la provincia de Mesina, región de Sicilia, con 2.432 habitantes.

Ubicación de la ciudad de Scaletta Zanclea dentro de la provincia de Mesina.

## Evolución demográfica
| Gráfica de evolución demográfica de Scaletta Zanclea entre 1861 y 2001 |
|                                                                        |
| Fuente ISTAT - Elaboración gráfica por parte de Wikipedia              |